# Йомербей
Йомербей (на турски: Ömerbey) е село в Източна Тракия, Турция, вилает Одрин. Околия Узункьопрю.

## География
Селото се намира на 13 км източно от Узункьопрю.

## История
В XIX век Йомербей е смесено българо-турско село в Узункьоприйска кааза в Одринския вилает на Османската империя. Според „Етнография на вилаетите Адрианопол, Монастир и Салоника“, издадена в Константинопол в 1878 година и отразяваща статистиката на населението от 1873 година, Имербей (Imerbey) има 25 домакинства, 40 мюсюлмани и 78 българи.